# Sint-Petrus'-Bandenkerk (Macharen)
De Sint-Petrus'-Bandenkerk is een rooms-katholieke kerk in de Nederlandse plaats Macharen. De kerk is gewijd aan de feestdag Sint-Petrus' Banden.
Oorspronkelijk valt de kerk in Macharen onder de abdij van Sint-Truiden. Het patronaatsrecht ging in de 13e eeuw over naar de graaf van Megen, die het toegewezen krijgt van de bisschop van Luik. Doordat het graafschap vrij blijft, komen veel katholieken uit de omgeving na de reformatie in dit gebied hun geloof belijden. In de jaren 1862-1867 wordt de kerk van Macharen vernieuwd. Enkel de toren blijft staan, al wordt deze verhoogd met een klokkengedeelte en een ingesnoerde naaldspits. 
Het schip is ontworpen door Hendrik Jacobus van Tulder in neogotische stijl als basiliek, zonder zijbeuken. De apsis is driezijdig. De onderste delen van de toren zijn uit de 15e eeuw. De toren kent drie geledingen, waarbij de onderste twee geledingen spaarvelden kent. In de kerk staat een orgel gemaakt door Franciscus Cornelius Smits die daarvoor delen gebruikte van de bestaande orgel van Matthijs van Deventer.
De toren is in 1973 aangewezen als rijksmonument. Drie jaar later werd de kerk apart als monument aangewezen.

## Galerij

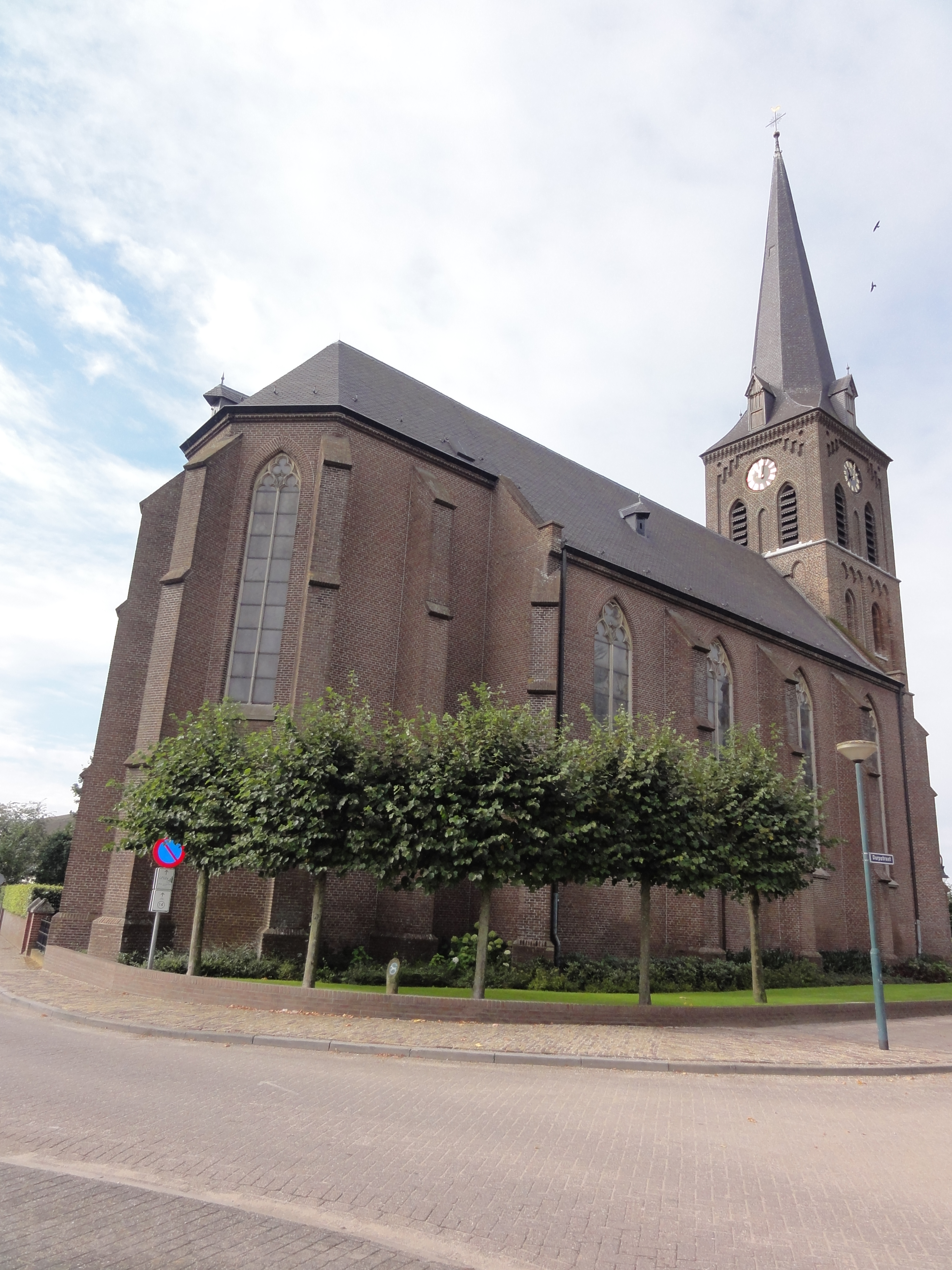
Achterzijde
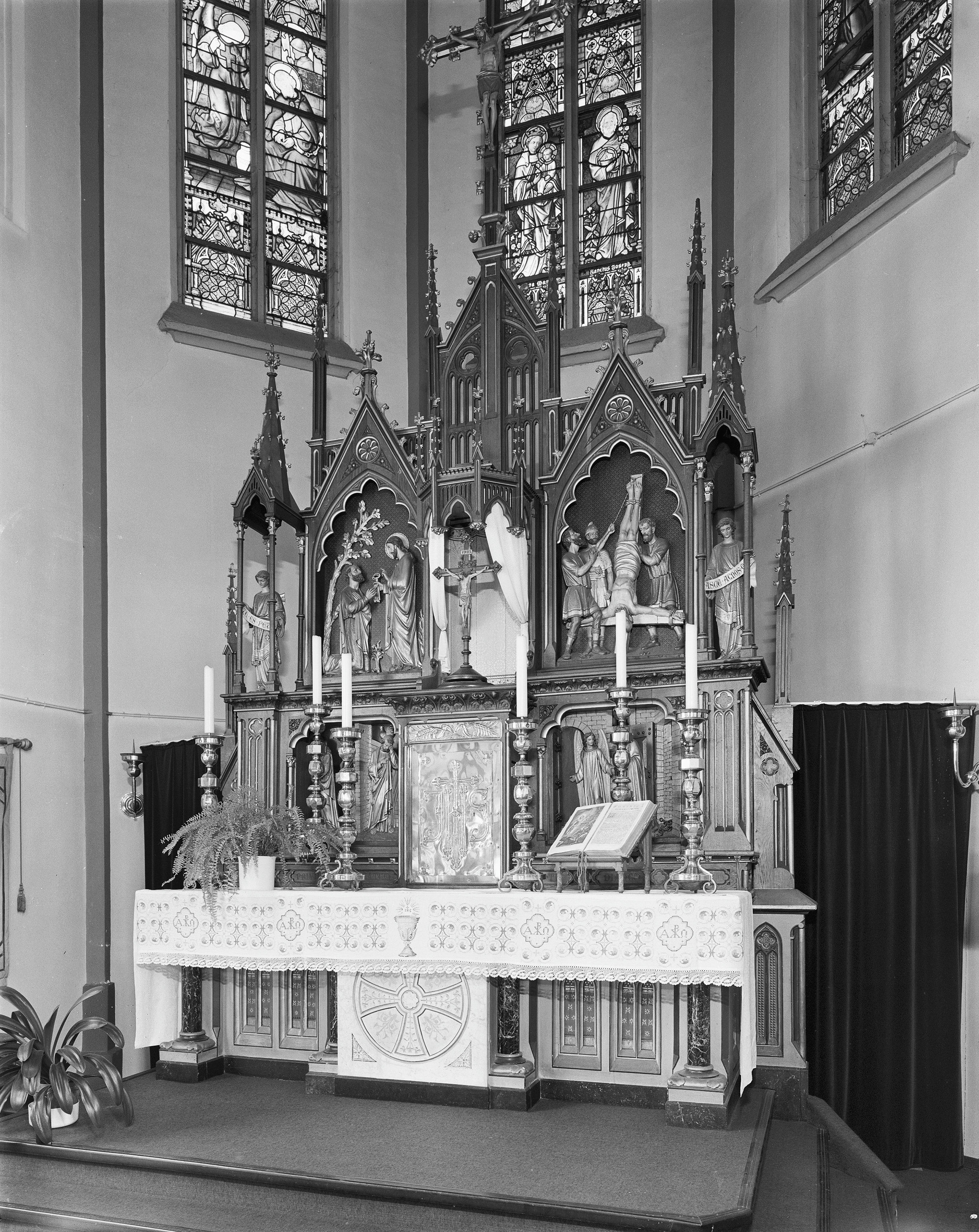
Altaar
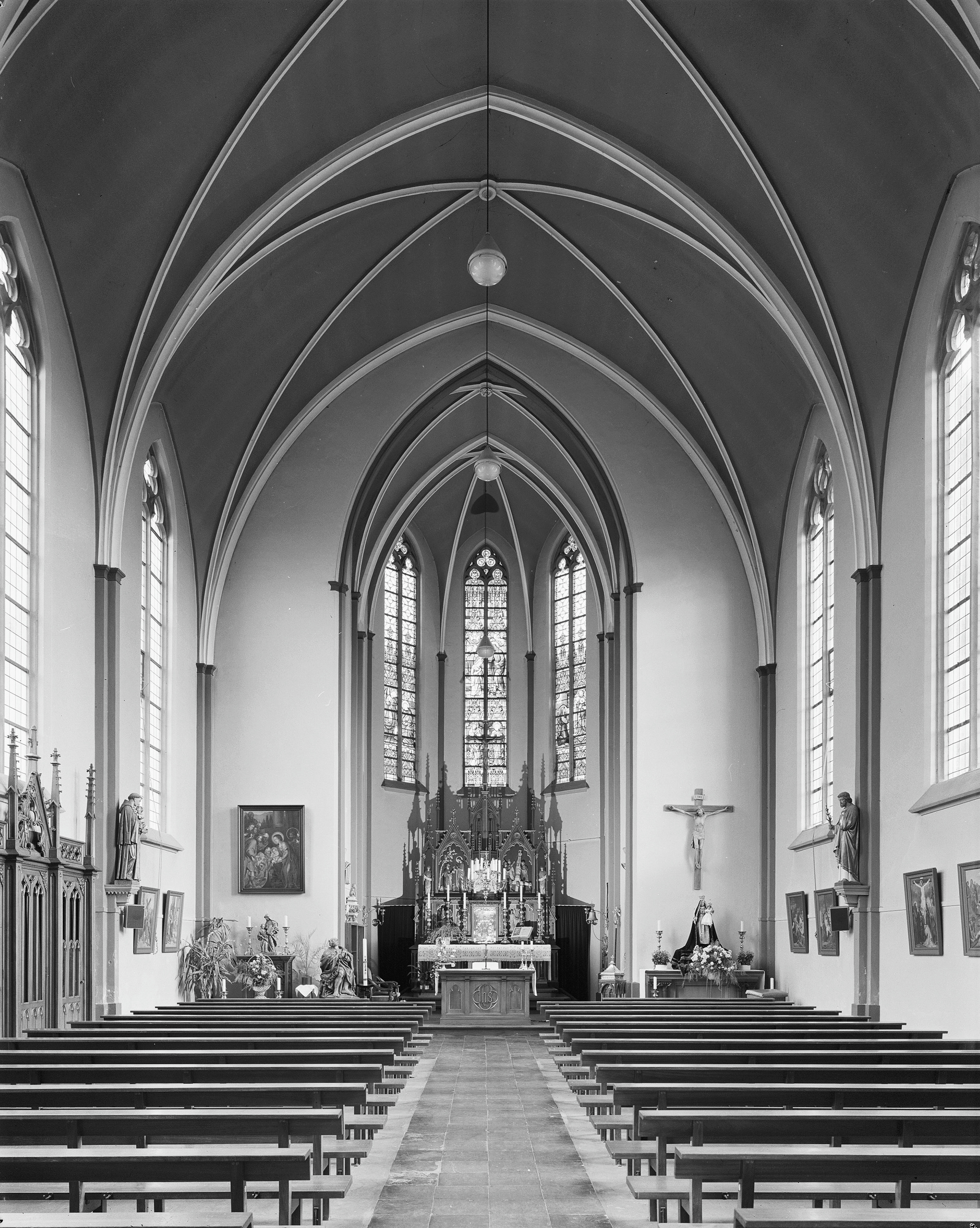
Interieur van de kerk
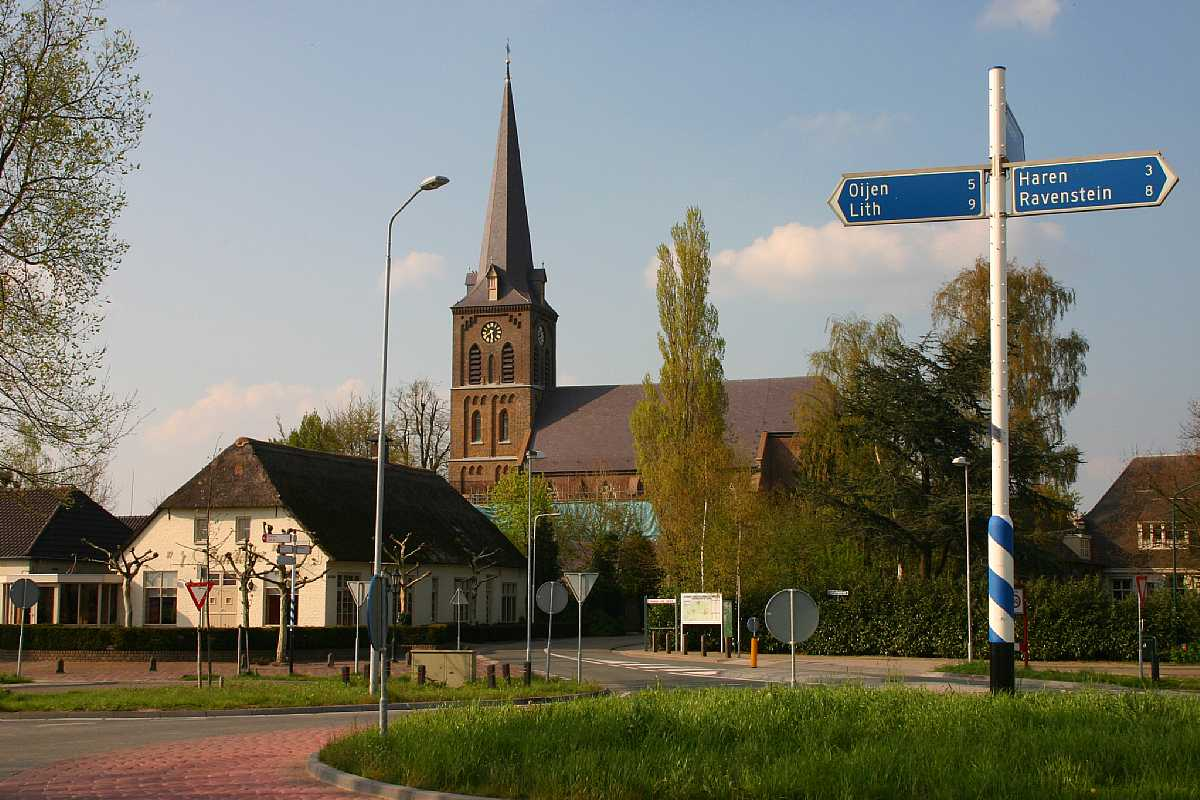
Kerk in straatbeeld